# Sally, Irene and Mary (1938)
Sally, Irene and Mary is een musicalfilm uit 1938 van 20th Century Fox, onder regie van William A. Seiter. Het is een remake van een film met dezelfde titel dertien jaar eerder.

## Verhaal
Hoewel Sally, Irene en Mary drie revuemeisjes zijn, lijken ze absoluut niet op elkaar. Sally gaat achter de rijke Marcus aan, Irene vervangt haar toegewijde vriend voor een schoft, terwijl Mary voor de charmes van Jimmy valt.

## Rolverdeling
- Alice Faye - Sally Day
- Joan Davis - Irene Keene
- Marjorie Weaver - Mary Stevens
- Tony Martin - Tommy Reynolds
- Fred Allen - Gabriel 'Gabby' Green
- Jimmy Durante - Jefferson Twitchel
- Gypsy Rose Lee - Joyce Taylor